# Теночтітлан

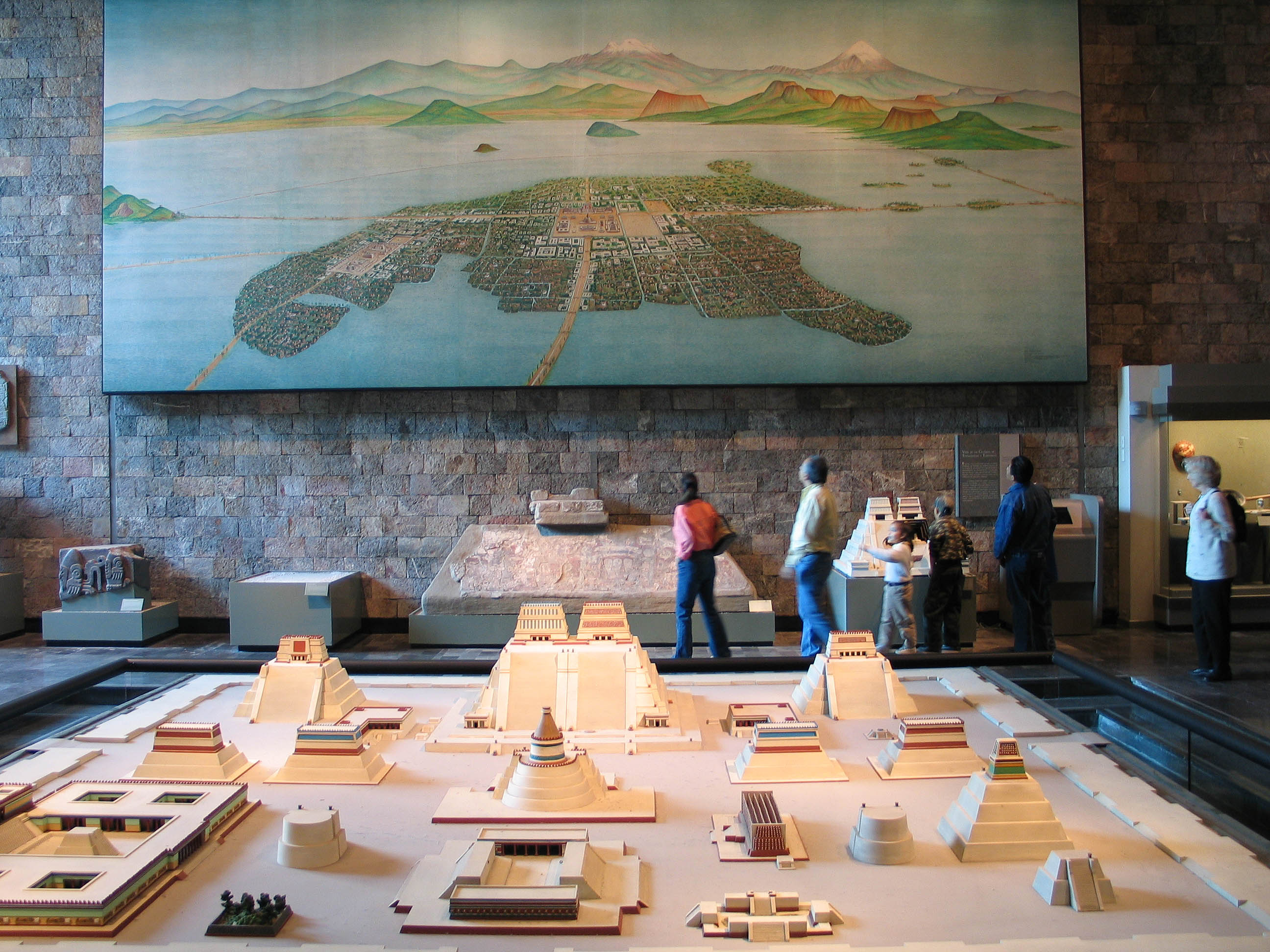
Модель міста

19°26′06″ пн. ш. 99°07′53″ зх. д. / 19.435° пн. ш. 99.13138889° зх. д.
Теночтітлан (науатль Tenōchtitlan [tenoːtʃˈtitɬan], отомі Anbondo Amadetzānā) — одна з стародавніх назв столиці Мексики, міста Мехіко. Місто було столицею Ацтекської імперії з XIV століття до 1521 року. Назва «імперія» умовне, бо європейські загарбники назвали так державне утворення ацтеків на зразок іспанської імперії.
Місто засноване приблизно 1325 року на острові серед солоного озера Тескоко, поблизу давнішого поселення Тлателолько. Острови привабили своїм розташуванням посеред води, що утворювало природну фортецю. Войовничі ацтеки в такий спосіб захищалися від не менш войовничих сусідів.

## Заснування міста

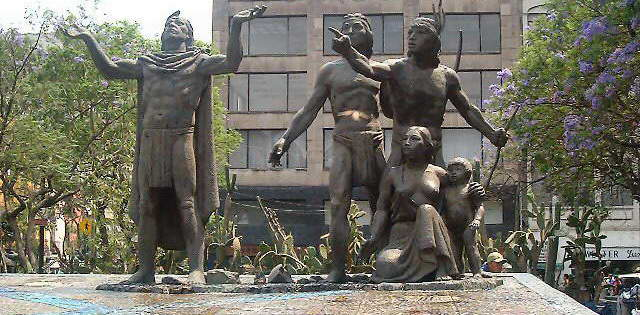
Монумент на честь індіанців, засновників міста.

Давні ацтеки були мисливцями-кочівниками. Вони кочували на території сучасної Північної Америки. За легендою, Бог сонця та війни Уіцилопочтлі сказав ацтекам-індіанцям, щоб вони заснували місто там, де побачать таку картину: орел буде тримати в своїх кігтях змію на кактусі. Блукаючи в південних землях Північної Америки майже 130 років, вони побачили те, що їм заповідав побачити Бог сонця. В 1325 р. вони заснували місто на західному березі озера Тескоко і назвали його Теночтітлан, що в перекладі означає «місце колючих кактусів». В озері було багато риби та птахів, на березі було багато дичини. За іншою версією, місто назване на честь вождя Теноча. Орел, що вполював змію і сів на кактус, перейшов на сучасний прапор держави.
У 1337 році на північ від Теночтітлана засноване місто-супутник Тлателолько, де оселились ацтеки, що відокремились від племені.

## Опис міста

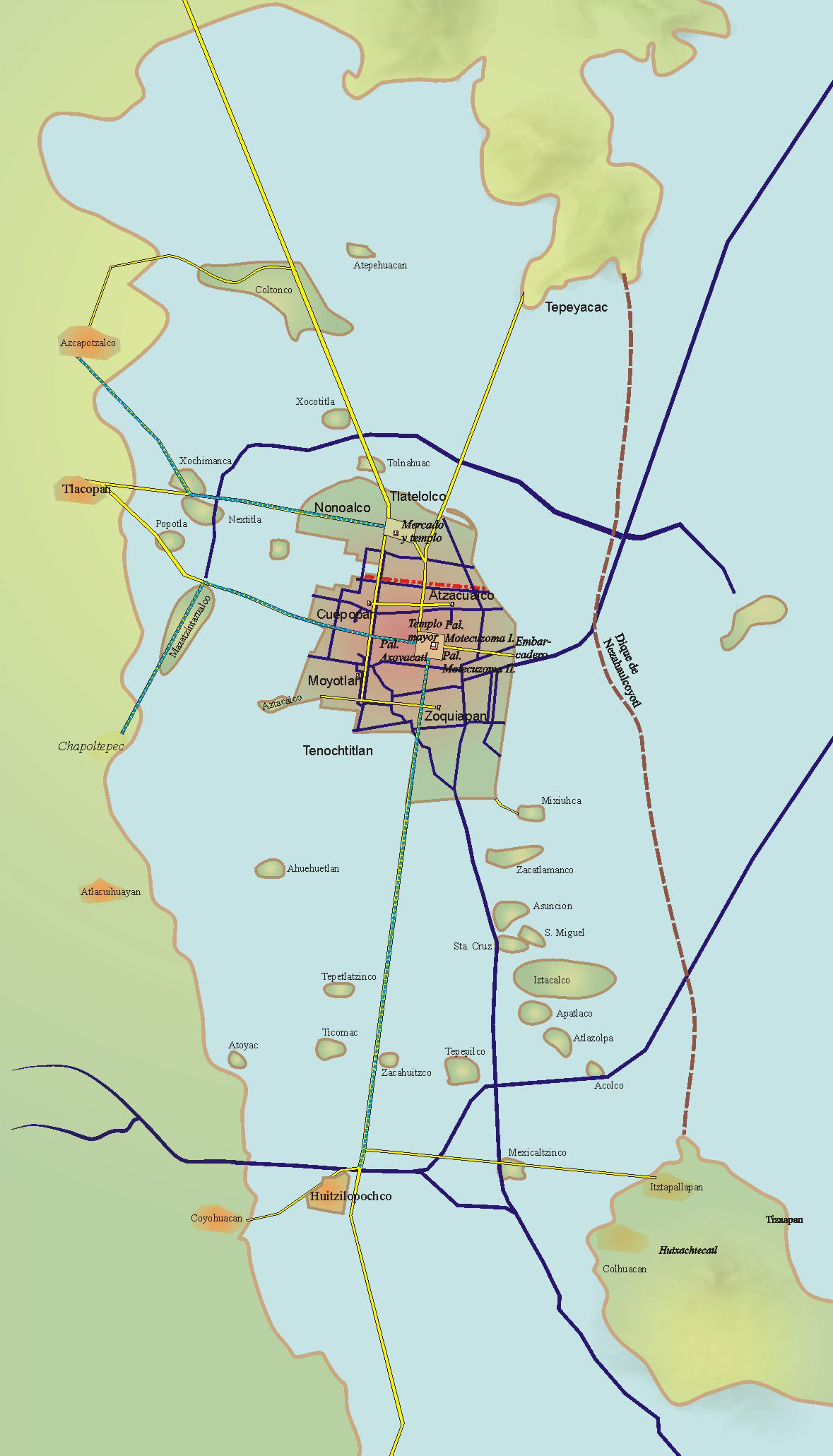

### Географія
Місто швидко зростало. 7,5 км2 та 100 000 мешканців — такими були дані приблизно через 100 років після його заснування. А ще через 100 років місто збільшилося до 13,5 км2 та до 212 500 мешканців (за іншими даними 350 000 і навіть до 500 000 мешканців). Ймовірно, що до 1500 р. це було найбільше місто на землі. Місто було прорізане каналами, тому пересувалися з допомогою човнів, як у сучасній Венеції.
Теночтітлан поділявся на чотири квартали: Теопан, Мойотлан, Куепопан и Астакалько. В центрі міста знаходився ритуальний центр, оточений захисною стіною Коатепантлі («зміїна стіна»). Місто було забудоване храмами, школами, службовими будівлями та будинками. Споруди через неміцний і вологий ґрунт будували на довгих палях.

### Сільське господарство
У місті було розвинуте сільське господарство, незважаючи на те, що воно стояло на воді. Ацтеки створювали цілі смуги родючої землі, використовуючи мул і водорості. Ці штучно створені поля мали назву чинампи. Чинампи відрізнялися виключною родучістю (іноді врожай отримували 7 разів на рік), і ацтеки вміли та любили на них вирощувати багато овочів, прянощів і квітів. Все це слугувало для споживання і торгівлі. Надлишки відвозили на великий ринок у центрі Теночтітлана, що як ярмарок приваблював від 25 до 100 тисяч людей.
Те, що ацтекське місто було розташоване на острівці посередині озера Тешкоко (або Техкоко), змусило ацтеків побудувати штучні острови і створити систему каналів, щоб дозволити зростання столиці. Фактично озеро було солоним, але греблі, побудовані ацтеками, утримували місто оточеним прісною водою з річок, які вливалися в озеро. Два подвійні акведуки постачали до міста питну воду, вода з озера використовувалася переважно для поливу рослин та побутових потреб. Вирощування рослин на плотах на поверхні озера було одним з основних джерел постачання їжі у місті.

### Торгівля
Іспанці, котрі завоювали Теночтітлан, були вражені, побачивши, наскільки добре була розвинена торгівля в ацтеків. Ацтеки були неперевершеними вояками і торговцями, наче стародавні римляни. Усі товари на ринках Теночтітлана проходили ретельний огляд, перш ніж потрапити на прилавок. Іспанці стверджували, що грошей в ацтеків не було. Покупці обмінювалися своїми товарами з продавцями на зразок бартеру. Іноді розраховувалися за товар бобами какао. Злодіїв, якщо вони траплялися, жорстоко карали.

### Архітектура
У центрі міста стояли два головні 60-метрові храми у вигляді пірамід: для богів Уіцилопочтлі та Тлалока. Тлалок був богом води та дощу. Храми-піраміди слугували для жертвоприношень, зокрема людських. Жертвами були військовополонені індіанці-сусіди. Для поповнення нових жертв ацтеки вели безупинні війни з сусідами. Під час жертвоприношення у живої людини кам'яним (обсидановим) ножем виймали серце, яке потім клали на вівтар.
Найдавнішу з пірамід віднайдено під час розкопок у 1917 році. Її знайдено в передмісті сучасного Мехіко — Куікуілько. Вона має колоподібні підмурки, діаметр яких сягає 134 метри. Поряд з храмом-пірамідою віднайшли і давній цвинтар. Місце зараз музеєфіковано.
Пересічні ацтеки мешкали в невеликих одноповерхових будівлях, зроблених з лози, мулу, глини. В таких маленьких будинках мешкали цілі купи людей, що спеціалізувались на певних різновидах ремесел чи послуг. Кожний клан мав власний квартал. Вожді ацтеків мешкали в величезних палацах, оточених великими, красивими садами. Їхні палаци розташовувались ближче до храмів.
У місті була мережа акведуків для постачання питної води. Головний акведук починався з джерела на пагорбі Чапультепєк.

## Занепад міста
Іспанські загарбники, що прибули в Америку в XVI столітті, були вражені багатством міст ацтеків, їхньою красою та величчю. Ернан Кортес зі своїми воякамими та союзниками-індіанцями увійшов у місто 8 листопада 1519, але вже 1 липня 1520 був змушений тікати. Іспанці знов атакували місто 4 липня 1521 року. Теночтітлан було взято через 70 днів після початку облоги 13 серпня. Вождь ацтеків Монтесума II був вбитий, а місто — зруйноване. Завойовник міста Ернан Кортес оголосив Теночтітлан володінням короля Іспанії. Разом із Теночтітланом занепала й держава ацтеків — що припинила існування в 1520—1522 роках.
На її залишках почалася розбудова нової колоніальної держави під верховенством іспанських завойовників.